# Сан Савино (Асколи Пичено)
Сан Савино (итал. San Savino) насеље је у Италији у округу Асколи Пичено, региону Марке.
Према процени из 2011. у насељу је живело 169 становника. Насеље се налази на надморској висини од 295 м.